# Enteroglucagone
L'enteroglucagone è una forma di glucagone ovverosia un ormone polipeptidico formato da decine di amminoacidi diversi. Il glucagone in generale ha una funzione opposta a quella dell'insulina. L'enteroglucagone a differenza del glucagone, che viene prodotto dal pancreas, viene secreto dalle cellule intestinali della mucosa del duodeno e ha la funzione di facilitare lo svuotamento dell'intestino quando il glucosio presente nei residui digestivi entra in contatto con le pareti duodenali, inibendo localmente la funzione digestiva e provocando la produzione di insulina da parte del pancreas.